# Onega (sø)
 For alternative betydninger, se Onega. (Se også artikler, som begynder med Onega)
Onega er en sø i Rusland nordøst for Ladoga. Det er Europas næststørste indsø. Onega har afløb til Ladoga igennem floden Svir.
Byen Petrozavodsk ligger ud til søen.
Floderne Vodla, Vytegra og Andoma står for de vigtigste tilløb til søen.
Der er kanalforbindelse til Hvidehavet, Finske Bugt og Volga (med videre forbindelse til Sortehavet), og søen er dermed del af en vigtig trafikåre. Der transporteres især tømmer, mineraler og fisk.